# Alexander Nikolajewitsch Tscherepnin

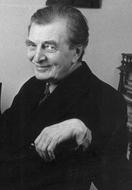
Alexander Tscherepnin

Alexander Nikolajewitsch Tscherepnin (russisch Александр Николаевич Черепнин; * 9.jul. / 21. Januar 1899greg. in Sankt Petersburg; † 29. September 1977 in Paris) war ein russischer Komponist und Pianist.

## Leben
Tscherepnin erhielt die erste Ausbildung bei seinem Vater Nikolai Tscherepnin und studierte dann am Konservatorium von Petrograd und in Tiflis. Im Jahr 1921 verließ Tscherepnin mit seiner Familie Russland und ließ sich in Paris nieder, wo er ein Schüler von Paul Vidal und Isidore Philipp war. Nach Konzertreisen als Pianist ließ er sich 1934 in Shanghai nieder. In China lernte er auch seine spätere Frau, die Pianistin Lee Hsien Ming (1915–1991) kennen. 1938 bis 1945 war er Lehrer am Konservatorium für russische Musik in Paris.
1948 ging er in die USA und war von 1949 bis 1964 Professor an der DePaul University Chicago. 1948 erhielt er die Staatsbürgerschaft der Vereinigten Staaten, ab 1964 lebte er als Pianist in New York City. 1974 wurde er in die American Academy of Arts and Letters gewählt. Auch seine Söhne Ivan und Serge wurden als Komponisten bekannt.

## Werke
Tscherepnin komponierte vier Opern (Ol-Ol, 1928, Die Hochzeit der Sobeide, 1933, Die Heirat,  1937, The Nymph and the Farmer, 1952), fünf Ballette, vier Sinfonien, sechs Klavierkonzerte, ein Konzert für Mundharmonika und Orchester, vier Suiten, eine Streicherserenade, Stücke für das Akkordeon, zwei Klaviersonaten, Lieder, eine Messe und andere liturgische Werke. Tscherepnin hat außerdem mehrere Werke für Bläserbesetzungen/Blasorchester geschrieben.
Die vier Sinfonien:
- Sinfonie Nr. 1, op. 42 (1927)
- Sinfonie Nr. 2, op. 77 (1946–51)
- Sinfonie Nr. 3, op. 83 (1951)
- Sinfonie Nr. 4, op. 91 (1957)

Die sechs Klavierkonzerte:
- Klavierkonzert Nr. 1, op. 12 (1919–20)
- Klavierkonzert Nr. 2, op. 26 (1922)
- Klavierkonzert Nr. 3, op. 48 (1931–32)
- Klavierkonzert Nr. 4 („Fantaisie“), op. 78 (1947)
- Klavierkonzert Nr. 5, op. 96 (1963)
- Klavierkonzert Nr. 6, op. 99 (1965)